# Ginette Raimbault
Ginette Raimbault, née Ginette Girardey le 28 avril 1924 à Belfort et morte le 19 février 2014 à Paris 17e, est une psychiatre et psychanalyste française, spécialiste des enfants malades.

## Biographie
Ginette Raimbault naît à Belfort. Lorsqu'elle a deux ans, son père, instituteur, est nommé au lycée français d'Oran, ville dans laquelle elle passe son enfance. En 1939, elle se trouve en vacances aux États-Unis, chez une tante et un oncle. Alors que son père, franc-maçon, est révoqué par le régime de Vichy et se réfugie en Suisse, elle décide de rester à New York où elle passe la guerre. Elle  est élève au lycée français, puis poursuit ses études, grâce à une bourse, à l’université Columbia où elle obtient son diplôme en sciences sociales en 1945. Elle regagne la France en 1947, et entreprend des études à l’Institut de psychologie de Paris, dont elle est diplômée en 1949. Elle entreprend une psychanalyse avec Jacques Lacan, et se réoriente vers des études de médecine et une formation de psychiatre. Elle obtient son diplôme de médecin en 1956, à la faculté de médecine de Paris,. C'est là qu'elle fait la connaissance d'Émile Raimbault qu'elle épouse. Elle se forme à la Tavistock Clinic auprès de Michael Balint et Enid Balint et introduit la pratique des groupes Balint à l’hôpital Necker-Enfants malades, tout en travaillant comme médecin à l'INSERM. Jenny Aubry et Ginette Raimbault organisent une table ronde intitulée « Médecine et psychanalyse », le 16 février 1966, à l’Hôpital de la Pitié-Salpêtrière à Paris. Cette journée réunit notamment le psychanalyste Jacques Lacan et le néphrologue Pierre Royer.
Elle se forme comme psychanalyse et devient membre de la Société psychanalytique de Paris, alors la seule société professionnelle française, puis opte pour la Société française de psychanalyse lors de la première scission de 1953. Elle rejoint ensuite l'École freudienne de Paris fondée en 1964, où elle reste jusqu'à sa dissolution par Lacan en 1980. 
Elle est directrice de recherches à l'INSERM de 1984 à 1990,.
Elle meurt le 19 février 2014 à Paris.

## Publications
- L'accouchement naturel : mise en application pratique à la maternité de l'hôpital Saint-Antoine : résultats subjectifs et objectifs : intérêt de l'approche psychosomatique, Paris, Impr. Foulon, 1956, 118 p. [Thèse : Faculté de médecine de Paris]
- Médecins d'enfants : onze pédiatres, une psychanalyste, avec la collab. de Guite Guérin, Paris, Le Seuil, coll. « Le Champ freudien », 1973, 299 p.
- L'enfant et la mort : des enfants malades parlent de la mort, problèmes de la clinique du deuil, Toulouse, Privat, coll. « Éducateurs », 1975, 222 p.  (ISBN 2-7089-7306-1)
- Avec Radmila Zygouris, Corps de souffrance, corps de savoir, Lausanne, Éditions L'Âge d'Homme, coll. « Collection Sphinx », 1976, 203 p.
- Clinique du réel : la psychanalyse et les frontières du médical, (préf. Guite Guérin), Paris, Le Seuil, 1982, 184 p.  (ISBN 2-02-006179-1)
- Les indomptables : figures de l'anorexie, avec Caroline Eliacheff, Paris, O. Jacob, 1989, 282 p.  (ISBN 2-7381-0050-3)
- L'enfant et sa maladie : psychanalyse et consultation hospitalière, avec Radmila ZygourisToulouse, Privat, coll. « Enfances. Clinique », 1990, 186 p.  (ISBN 2-7089-1257-7)
- (co-dir.) Enfance menacée, avec Michel Manciaux, Paris, INSERM, coll. « Analyses et prospective », 290 p.  (ISBN 2-85598-500-5)
- Lorsque l'enfant disparaît, Paris, O. Jacob, 1996 271 p.  (ISBN 2-7381-0409-6)
- Parlons du deuil, Paris, Payot, 2004, 139 p.  (ISBN 2-228-89810-4)
- Questions d'inceste, avec Patrick Ayoun & Luc Massardier, Paris, O. Jacob, 2005, 310 p.  (ISBN 2-7381-1543-8)
- Qui ne voit que la grâce : analyse, aventure et liberté, entretiens avec Ginette Raimbault, Anna Feissel-Leibovici,Paris, Payot, 2005, 221 p.  (ISBN 2-228-89957-7)